# Медаља за рањавање у борбеним дејствима
Медаља за рањавање у борбеним дејствима садржи три медаље, у зависности од броја рањавања (једно, два или три рањавања). 
Војне спомен-медаље су посебна војна признања која се додељују за остварене резултате у војној служби, успешно реализоване одређене активности војног карактера и укупан допринос систему одбране Републике Србије.

## Опис медаље
Мотив на војној спомен-медаљи за рањавање у борбеним дејствима су два укрштена мача, чији врхови и дршке прелазе ивицу медаље, а преко њих је штит у бојама државне заставе.
Медаље су израђене у боји патинираног злата, оивичене стилизованим приказом храстовог венца.
На аверсу војне спомен-медаље за рањавање у борбеним дејствима налазе се два укрштена мача, чији врхови и дршке прелазе ивицу медаље, а преко њих је штит у бојама државне заставе.
На реверсу медаље налази се натпис: „ЗА РАЊАВАЊЕ У БОРБЕНИМ ДЕЈСТВИМА“.
Трака је тамноцрвене боје, оивичена жутом бојом са обе стране и проткана вертикалним линијама црвене боје.
На врпце се поставља апликација – метални храстов лист у боји патинираног злата, зависно од кате-горије: за једно рањавање – један храстов лист, за два рањавања – два храстова листа и за три рањавања – три храстова листа.

## Референца
1. 1 2  „Vojne spomen-medalje | Vojska Srbije”. www.vs.rs. Приступљено 2021-08-19.